# 东风日产乘用车公司
东风日产乘用车公司（Dongfeng Nissan Passenger Vehicle Company）前身为东风汽车有限公司乘用车公司（风神汽车公司），成立于2003年6月，是东风汽车有限公司的重要组成部分。

## 主要产品
- 天籁（Nissan Altima）
- 轩逸（Nissan Sylphy）
- 逍客（Nissan Qashqai）
- 奇骏（Nissan X-TRAIL）
- 探陸（Nissan Pathfinder）
- 艾睿雅（Nissan Ariya）
- N7（Nissan N7）
- 骐达／颐达(Nissan Tiida)